# Carterodon sulcidens
Совиний голчастий щур (Carterodon sulcidens) — вид гризунів родини Голчастих щурів, що зустрічається в Серрадо, в східній Бразилії. Напівриючий вид, що населяє перехідні області між лісовими площами та рівнини Серрадо, де є два певні сезони: один з жовтня по березень, коли кількість опадів вимірюється в 2030 мм/рік, а інший з квітня по вересень, коли немає опадів. Висота - близько 400 метрів над рівнем моря. Рослинність Серрадо це трава з рідкісними деревами. Вид вперше був описаний у 1841 році по залишкам у викопних совиних пелетках. Перший живий зразок був знайдений у 1851 році.

## Морфологія
Довжина голови й тіла становить близько 155—200 мм, а довжина хвоста становить близько 68—80 мм. Верхня частина тіла жовто-коричнева з чорними штрихами, боки сіруваті, нижня частина шиї й горло червонуваті, черево з боків жовтувато-червоне, а середина черева біла; волосся хвоста чорне зверху і блідо-жовтого нижче. Спина цього гризуна з щетинками й голками; відносно м'які голки є довгими й гнучкими.

## Поведінка
Згідно з описами Джона Кайнхардта 1852 року: "Він мешкає у відкритому Кампосі, зарослому чагарником і деревами, де він викопує його помешкання, що складається з досить довгої трубки 76—102 мм в діаметрі, що веде похило в камеру, ледь за 300 мм від поверхні землі, яку тварина викладає травою і листям." Два зразки зібрані Жоао Моєном були знайдені в гнізді близько 200 мм в діаметрі, заповненому сухою травою в кінці трубки 800 мм довжини і 70 мм діаметра. Моєн цитує Бурмейстр, який зазначив, що Carterodon залишається в його підземній галереї протягом дня, але виникає пізно о другій половині дня або вночі, коли може бути легко захоплений совою. З цієї причини Carterodon sulcidens спершу став відомим за пелетками викинутими совою.

## Загрози та охорона
Втрата місць проживання через розширення сільського господарства, впливає на вид на всьому діапазоні проживання. Зареєстрований в Національному парку Chapada dos Guimãraes.